# Sân vận động Ullevaal
Sân vận động Ullevaal (tiếng Na Uy: Ullevaal Stadion; phát âm tiếng Na Uy: [ˈʉ̀lːəvɔl]), là một sân vận động bóng đá tất cả chỗ ngồi ở Oslo, Na Uy. Đây là sân nhà của đội tuyển bóng đá quốc gia Na Uy, và là nơi diễn ra trận chung kết Cúp Na Uy. Từ khi khai trương vào năm 1926 đến 2009, đây là sân nhà của FK Lyn và từ năm 1999 đến 2017 là sân nhà của Vålerenga IF. Với sức chứa khoảng 28.000 chỗ ngồi, đây là sân vận động bóng đá lớn nhất ở Na Uy. Sân vận động quốc gia thuộc sở hữu hoàn toàn của Liên đoàn bóng đá Na Uy (NFF).
Sân vận động được khai trương vào ngày 26 tháng 9 năm 1926 với tư cách là sân nhà của Lyn và một số đội địa phương khác. Trận đấu quốc tế đầu tiên được tổ chức vào năm 1927 và NFF bắt đầu mua dần một phần của công ty sân vận động. Số lượng khán giả kỷ lục là vào năm 1935, khi 35.495 người đã theo dõi trận đấu giữa Na Uy và Thụy Điển. Từ năm 1948, sân Ullevaal đã tổ chức trận chung kết Cúp bóng đá Na Uy và năm 1967, khán đài Japp đã hoàn thành. Một cuộc cải tạo mới bắt đầu với việc hoàn thành khán đài phía Tây một tầng vào năm 1985, và tiếp tục với khán đài phía Bắc và Đông hai tầng vào năm 1990 và khán đài phía Nam năm 1998. Sân Ullevaal đã tổ chức trận chung kết Giải vô địch bóng đá nữ châu Âu vào năm 1987 và 1997.
Kết hợp với sân vận động là trụ sở của nhiều liên đoàn thể thao, một sân bandy và tài sản thương mại bao gồm một trung tâm hội nghị, khách sạn và trung tâm mua sắm. Sân vận động nằm liền kề với ga Ullevål Stadion của Tàu điện ngầm Oslo và đường cao tốc Ring 3. Kế hoạch kêu gọi thay thế khán đài phía Tây để tăng sức chứa lên 30.000 người và có thể thêm một mái che có thể thu vào và sân cỏ nhân tạo.

## Lịch sử

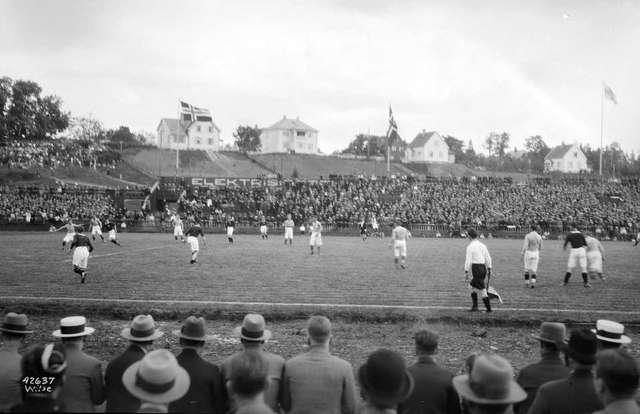
Sân vận động vào năm 1935

### Xây dựng và những năm đầu
Những gợi ý đầu tiên cho một sân vận động tại Ullevaal đã được đưa ra bởi các thành viên của Lyn vào năm 1917, nhưng mãi đến năm 1924, một ủy ban được chỉ định để xem xét vấn đề. Lyn cũng đã xem xét việc xây dựng sân vận động của họ tại Holmenkollåsen, Hoff, Tåsen, Frogner, Berg và Marienlyst. Câu lạc bộ đã thỏa thuận với nhà điều hành xe điện Akersbanerne để mua đất mà họ đã mua như một phần của việc xây dựng Tuyến Sognsvann. Người ta đã quyết định rằng một công ty TNHH sẽ được thành lập, với số vốn cổ phần là 100.000 NOK. Đô thị Aker đã đồng ý mua 30% và thanh toán một phần thông qua các con đường và tiện ích truy cập. Tất cả các câu lạc bộ thể thao ở Aker đều được trao quyền mua tối đa 10% cổ phần, phần còn lại sẽ được Lyn mua. Bất kỳ chi phí nào vượt quá số vốn phải được thanh toán thông qua các khoản vay và quyên góp. Đồng thời, Lyn mua lại đất để xây dựng một lĩnh vực đào tạo mà họ sẽ sở hữu và ước tính trị giá 20.000 NOK. Cả hai kế hoạch đã được thông qua bởi cuộc họp thường niên của câu lạc bộ vào ngày 23 tháng 5 năm 1924.

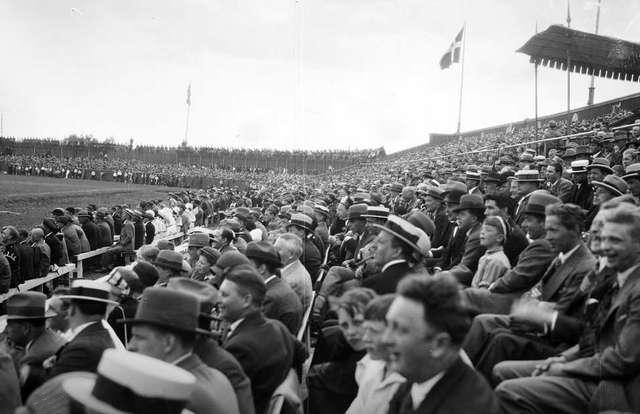
Khán giả tại một trận đấu năm 1935

A/S Ullevaal Stadion được thành lập vào ngày 27 tháng 1 năm 1925. Công ty được sở hữu 73,5% bởi Lyn, 24% Aker và 5,1% bởi các câu lạc bộ Ullevaal, Tåsen, Nydalen và Heming. Sân vận động được xây dựng với một đường chạy, cho phép sân vận động cũng được sử dụng cho điền kinh, và có sức chứa khoảng 35.000 khán giả. Sân vận động có giá 416.000 NOK. Lễ khai mạc được tổ chức vào ngày 26 tháng 9 năm 1926 bởi Thái tử Olav. Tiếp theo là trận đấu giao hữu giữa Lyn được tăng cường và Örgryte IS của Thụy Điển, nơi Lyn thắng 5–1. Trong trận đấu mở đầu, vé có giá 3 NOK cho ghế ngồi, 2 NOK cho các vị trí đứng và 1 NOK ở vị trí cuối. Sân vận động trở thành sân nhà của Lyn và tổ chức các sự kiện điền kinh. Trận đấu quốc tế đầu tiên được tổ chức vào ngày 29 tháng 5 năm 1927 và Na Uy thua 0–1 trước Đan Mạch. Trận đấu với Thụy Điển từ Giải vô địch bóng đá Bắc Âu 1933–36 vào ngày 22 tháng 9 năm 1935 đã được tổ chức với 35.495 khán giả, vẫn còn là kỷ lục khán giả đến nay. Sân vận động được phục vụ bởi Tàu điện ngầm Oslo với việc khai trương Tuyến Sognsvann vào năm 1934. Năm 1938, một khán đài phía đông mới (Klokkesvingen) đã được mở.

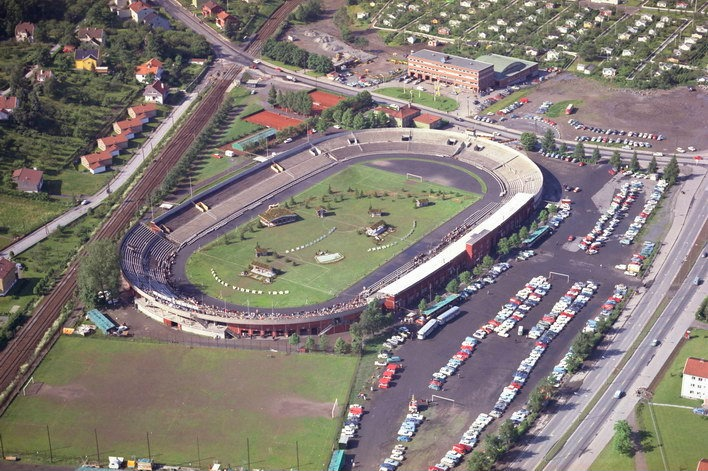
Ullevaal năm 1965

Liên đoàn bóng đá đã mua cổ phần của Aker trên sân vận động trong những năm 1930 và vào năm 1945 cũng là một phần của Lyn. Từ năm 1948, Chung kết Cúp được tổ chức tại Ullevaal, và đã được tổ chức ở đó kể từ đó. Các hoạt động khác được tổ chức trong những thập kỷ đầu tiên bao gồm quyền anh và cuộc họp hồi sinh do Billy Graham tổ chức trước 40.000 người vào năm 1955. Năm 1960, NFF đã mua thêm cổ phần từ Lyn và trở thành cổ đông lớn với 50,7%, trong khi Lyn giữ lại 44,2%. Lý do là việc mở rộng theo kế hoạch không thể nhận được các khoản tài trợ công cộng với một sự ràng buộc mạnh mẽ như vậy cho một câu lạc bộ duy nhất, nhưng nhà nước sẵn sàng cấp các khoản tài trợ cho sân vận động nếu nó được kiểm soát bởi liên đoàn. Năm 1967, một khán đài phía nam mới được khai trương, và năm sau NFF chuyển vào văn phòng tại sân vận động.

### Nâng cấp hai tầng
Vào đầu những năm 1980, công ty chủ sở hữu đã trình bày kế hoạch cho một sân vận động được nâng cấp, có sức chứa 40.000 khán giả, trong đó 25.000 chỗ ngồi và 15.000 chỗ đứng. Năm 1984, một mặt sân mới được lắp đặt. Lần cải tạo đầu tiên là khán đài phía Tây hoàn toàn mới, sẽ là một tầng và có sức chứa 8.800 khán giả, trong đó 3.800 khán giả có thể ngồi dưới mái che. Chi phí ước tính khoảng 56 triệu NOK. Chi phí do Sogn Næringsbygg chi trả, người đã xây dựng khán đài và sau đó nhận mặt bằng miễn phí để xây dựng bất động sản thương mại 12.000 mét vuông (130.000 sq ft). Do quá cao, khán đài mới đã vấp phải sự phản đối của người dân địa phương, những người cho rằng cấu trúc sáu tầng sẽ phá hủy khu phố bình dị. Khán đài được hoàn thành vào năm 1985. Vào ngày 14 tháng 6 năm 1987, Ullevaal là chủ nhà của trận chung kết Giải vô địch bóng đá nữ châu Âu 1987, nơi Na Uy đánh bại Thụy Điển với tỷ số 2–0 trước 8.408 khán giả.
Kế hoạch cho một khán đài hai tầng mới ở phía bắc và phía đông đã được trình bày tiếp theo. Các kế hoạch bao gồm 24.500 chỗ ngồi ở khán đài mới và phía nam, và 5.500 chỗ ngồi ở khán đài phía tây. Tuy nhiên, vào năm 1989, các kế hoạch đã được sửa đổi, do FIFA đưa ra các quy định mới, yêu cầu chỉ có chỗ ngồi mới được sử dụng cho các trận đấu vòng loại quốc tế từ năm 1992. Do đó, Ullevaal sẽ trở thành sân vận động toàn chỗ ngồi. Việc cải tạo bao gồm một sân cỏ mới với hệ thống sưởi dưới đất, hộp sang trọng, chỗ ngồi VIP, khu vực dành cho Hoàng gia, phòng thay đồ mới và nhà hàng và khu vực họp rộng 5.000 mét vuông (54.000 sq ft). Việc nâng cấp bao gồm việc loại bỏ đường chạy, biến Ullevaal trở thành một sân vận động bóng đá thuần túy.
Việc xây dựng hai khán đài bắt đầu sau trận chung kết cúp quốc gia vào tháng 11 năm 1989, và bắt đầu bằng việc phá bỏ khán đài phía bắc từ năm 1926 và khán đài phía đông từ năm 1938. Sau khi hoàn thành xây dựng, Lyn chơi trận sân nhà đầu tiên trên sân nhà Ullevaal trong mùa giải vào ngày 13 tháng 9 năm 1990, sau khi đã chơi phần lớn mùa giải ở giải hạng Hai tại Sân vận động Voldsløkka. Việc xây dựng bao gồm 32.000 mét vuông (340.000 sq ft) các bất động sản thương mại được xây dựng bên dưới khán đài. Tổng chi phí đầu tư cho khán đài mới và khu thương mại là 350 triệu NOK, trong đó 100 triệu NOK cho khán đài. Các kế hoạch cho một sân bóng quần dưới lòng đất trị giá 40 triệu NOK đã bị loại bỏ.

### Tranh chấp giữa NFF và Lyn
Năm 1993, Lyn gặp khó khăn về tài chính sau khi được thăng hạng lên Elite League sau mùa giải năm 1991. Để tạo thêm thanh khoản, câu lạc bộ đã bán 44% cổ phần của mình tại Ullevaal cho Liên đoàn bóng đá với giá 4,4 triệu NOK vào tháng 1 năm 1993. Đồng thời, NFF mua 5,1% cổ phần thuộc sở hữu của các câu lạc bộ khác, biến NFF trở thành chủ sở hữu duy nhất của sân vận động. Vào tháng 10, công ty TNHH Lyn Fotball AS được thành lập để tiếp quản các đội bóng đá ưu tú ở Lyn. Đồng thời, câu lạc bộ thông báo rằng họ có kế hoạch mua lại cổ phần của họ ở Sân vận động Ullevaal, bằng cách cho câu lạc bộ vay.

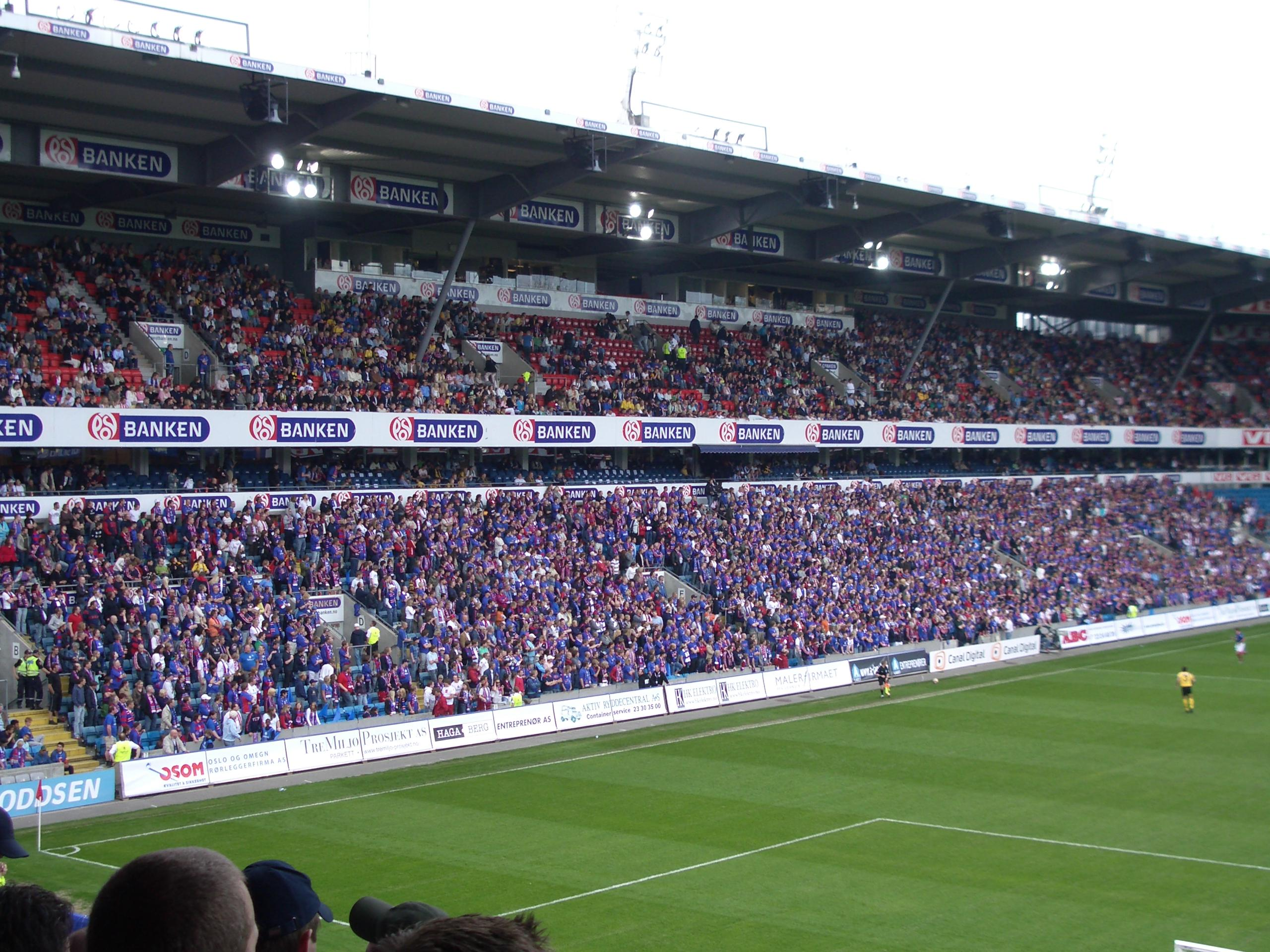
Cổ động viên Vålerenga trên khán đài phía Bắc, được mở cửa vào năm 1990

Vào tháng 11, Lyn nói rằng họ muốn mua cổ phần ở Ullevaal từ NFF, người đã nói rằng chúng hiện trị giá 10 triệu NOK. NFF cũng đặt ra câu hỏi liệu Lyn hay công ty trách nhiệm hữu hạn mới thành lập thực sự sẽ mua cổ phiếu. NFF tuyên bố rằng họ phản đối bất kỳ ai ngoài liên đoàn và các câu lạc bộ sở hữu sân vận động quốc gia và họ phản đối các nhà đầu tư tư nhân. Liên đoàn hy vọng sẽ sử dụng thu nhập cao có được từ thành công gần đây của đội tuyển quốc gia, bao gồm cả từ việc tham dự Giải vô địch bóng đá thế giới 1994, để cho phép công ty sân vận động tính tiền thuê cao cho các trận đấu quốc tế và trận chung kết Cúp quốc gia, do đó nhanh chóng loại bỏ món nợ của sân vận động. NFF cảm thấy thật không công bằng khi họ thực tế trợ cấp cho Lyn bằng cách không tăng tiền thuê tương tự cho câu lạc bộ, và điều này cần được phản ánh trong giá trị cổ phiếu. Vào tháng 3 năm 1994, Lyn kiện NFF về quyền mua cổ phiếu với giá 4,4 triệu NOK cộng với tiền lãi.
Vào tháng 5, người ta tuyên bố rằng vấn đề sẽ không được xử lý tại tòa án mà thay vào đó là Tòa án của Hiệp hội Bóng đá, với khả năng kháng cáo lên Tòa án của Liên đoàn Thể thao Na Uy. Điều này là do các quy định của FIFA cấm một câu lạc bộ khởi kiện liên đoàn của chính họ. Vào tháng 1 năm 1995, tòa án quyết định rằng Lyn có quyền mua cổ phiếu với giá 4,4 triệu NOK cộng với tiền lãi. Đến tháng 2, rõ ràng là Lyn không có đủ thanh khoản để mua cổ phiếu. Vào tháng 12 năm 1995, ba tháng trước khi quyền chọn mua trở nên vô hiệu, câu lạc bộ đã mua lại cổ phiếu. Vào năm 2001, rõ ràng là Lyn đã đưa ra thông tin sai lệch về thỏa thuận này, và câu lạc bộ đã ký một thỏa thuận với Lyn Fotball AS, sau đó bị các thành viên câu lạc bộ chỉ trích là "cuộc đột kích" của các nhà đầu tư để đảm bảo tài sản chính trong Lyn. Khoản vay có lãi suất cao và có các điều khoản khiến việc tái cấp vốn trở nên đắt đỏ, nó cho phép các nhà đầu tư có quyền mua trước đối với cổ phần, quyền cho các nhà đầu tư chấm dứt gánh nặng trong thời gian ngắn và quyền cho các nhà đầu tư tiếp quản cổ phần nếu câu lạc bộ không thể quản lý nợ.
Vào tháng 2 năm 1996, Lyn và NFF tuyên bố rằng họ đã đồng ý rằng Lyn sẽ bán cổ phần của họ tại Ullevaal cho NFF với giá khoảng 5 đến 6 triệu NOK, cộng với hỗ trợ cho cơ sở đào tạo mới của Lyn tại Kringsjå. Các bên tuyên bố rằng với kế hoạch mở rộng và đầu tư mới vào Ullevaal, việc Lyn không được hỗ trợ tài chính sẽ trở thành trở ngại cho việc cấp vốn cho các dự án và việc mua bán sẽ cho phép Lyn tập trung vào chơi bóng. Vào ngày 25 tháng 3, NFF và Lyn tuyên bố việc mua bán đã bị NFF chấm dứt, vì nó được các câu lạc bộ khác ở Na Uy coi là quá béo bở đối với Lyn. Năm 1996, sân vận động tổ chức sự kiện trượt tuyết băng đồng với 5.500 khán giả. Vào ngày 12 tháng 7 năm 1997, Ullevaal là chủ nhà của trận chung kết Giải vô địch bóng đá nữ châu Âu 1997, nơi Đức đánh bại Ý với tỷ số 2–0 trước sự chứng kiến của 2.221 khán giả.

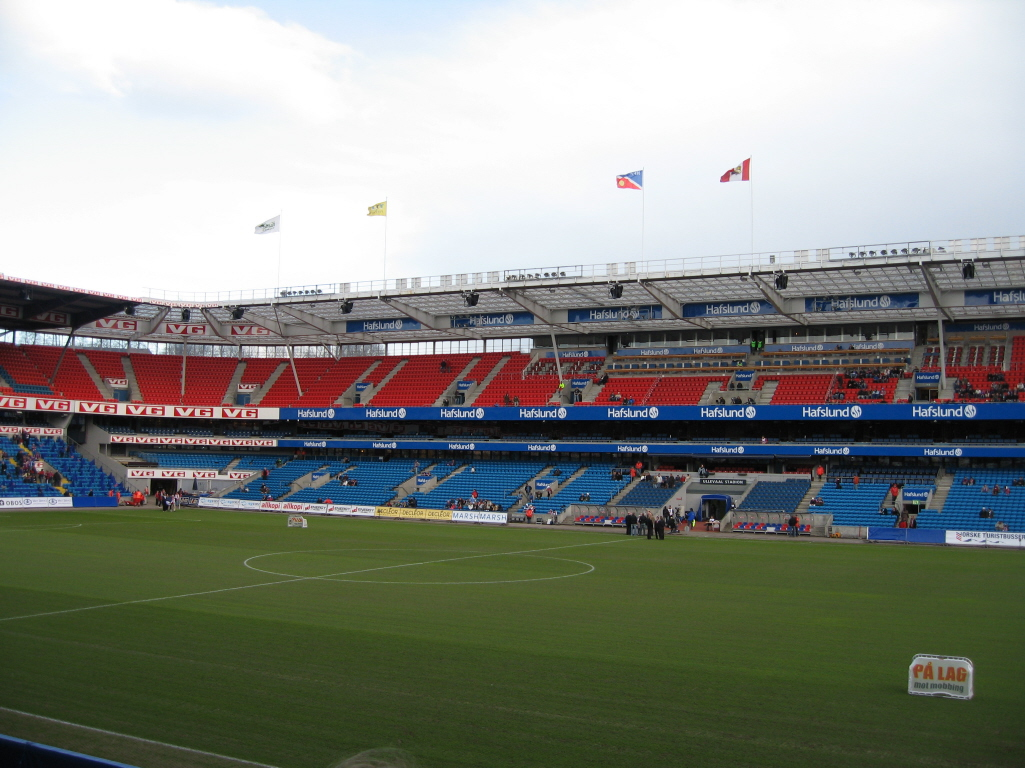
Khán đài phía Nam (bên phải) được xây dựng để kết hợp liền mạch với khán đài phía Đông (VG) cũ hơn.

Năm 1997, NFF và Lyn đồng ý cải tạo và mở rộng sân vận động. Kế hoạch kêu gọi các khán đài mới sẽ nâng sức chứa lên 30.000 khán giả. Kích thước của sân sẽ giảm 350 mét vuông (3.800 foot vuông), từ 107 x 70 m (117 x 77 yd) xuống 105 x 68 m (115 x 74 yd) để sân vận động trở nên gần gũi hơn. Thảm cỏ mới sẽ được hạ thấp 130 cm (51 in), cho phép thêm hai hàng ghế nữa. Khán đài phía Nam (Japp) sẽ bị phá bỏ và một khán đài hai tầng mới sẽ được xây dựng, theo phong cách tương tự như khán đài phía Bắc và phía Đông. Điều này sẽ tạo ra chiều cao ba cạnh hai tầng, mặc dù khán đài phía tây sẽ vẫn là một tầng. Khán đài phía Nam nhận được 30 hộp sang trọng và khu báo chí cho 192 người. Dự án bao gồm việc phá bỏ bốn cột đèn và thay vào đó là lắp đặt đèn dọc theo mái che. Chi phí của toàn bộ dự án ước tính khoảng 300 triệu NOK.
Dự án cũng bao gồm 44.000 mét vuông (470.000 foot vuông) bất động sản thương mại, nằm phía sau khán đài phía nam. Bởi vì các khoản tài trợ công trị giá khoảng 90 triệu NOK chỉ có thể được trao cho các tổ chức phi lợi nhuận, quyền sở hữu sân vận động đã bị chia đôi. Các khán đài và các khu vực cốt lõi khác của sân vận động vẫn thuộc sở hữu của công ty vận động, trong khi một công ty riêng được thành lập để sở hữu các khu thương mại. NFF muốn lợi nhuận từ công ty thương mại được chuyển đến công ty sân vận động để trả chi phí hoạt động, trong khi Lyn muốn lợi nhuận được chia làm cổ tức cho chủ sở hữu để Lyn có thể trả lãi cho khoản nợ của họ. Việc xây dựng bắt đầu vào tháng 1 năm 1998, sau khi Lyn thua kiện trước tòa về cơ cấu cổ tức.
Ủy ban Olympic và Liên đoàn Thể thao Na Uy, bao gồm các liên đoàn cho nhiều môn thể thao nhỏ hơn, đã chọn chuyển đến Ullevaal và thành lập văn phòng của họ cùng với sân vận động, ở Dråpen nằm ở phía nam. Bảo tàng Bóng đá Na Uy được thành lập và nhận 250 mét vuông (2.700 foot vuông) trong tòa nhà phía nam.

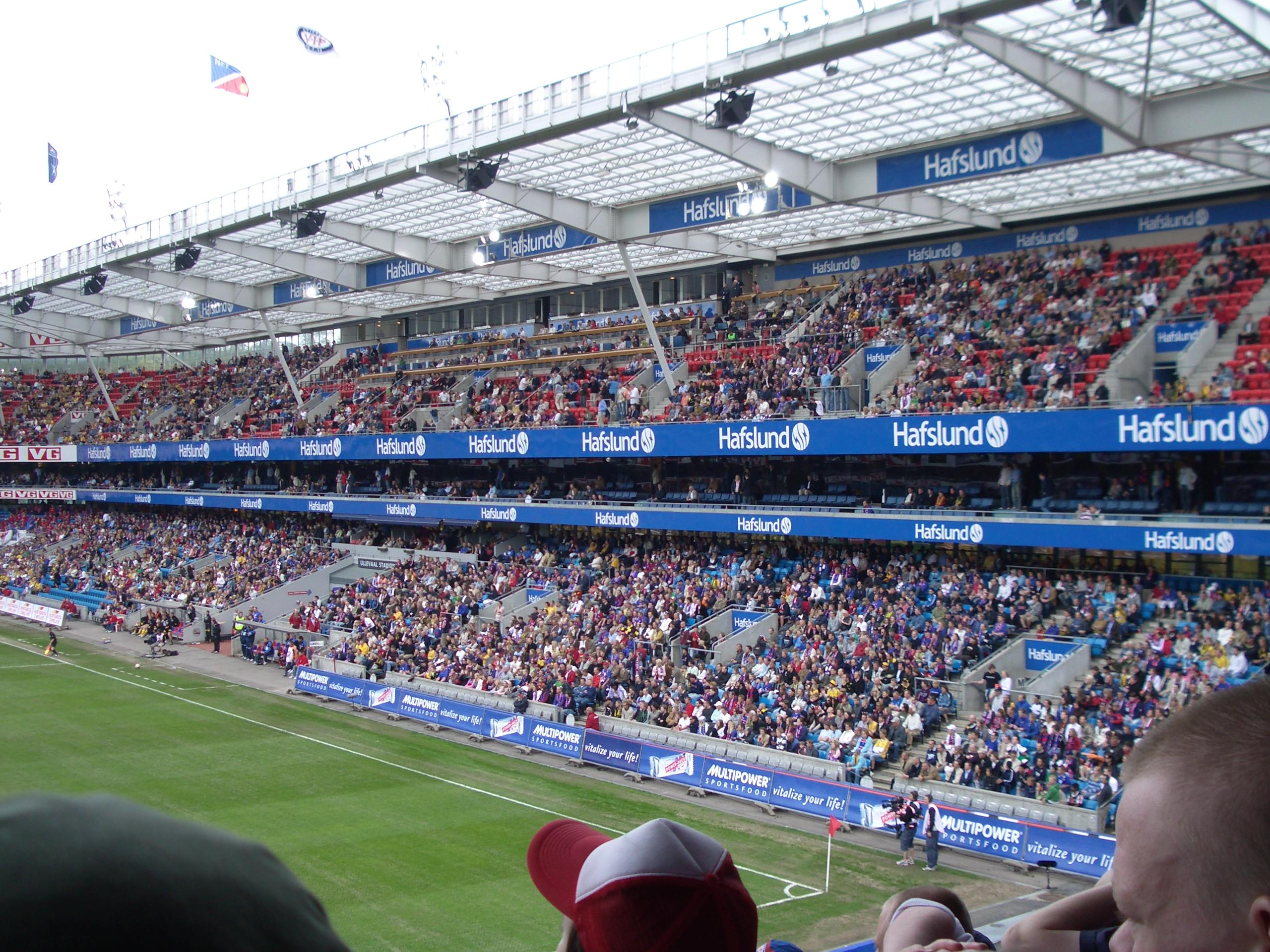
Khán đài phía Nam

Trong quá trình xây dựng vào năm 1998, Lyn và đội tuyển quốc gia đã chơi các trận đấu của họ tại Sân vận động Bislett - sân nhà của Vålerenga - trong khi Ullevaal đang được xây dựng lại. Trước mùa giải năm 1999, nơi Lyn sẽ phải chơi ở giải hạng Nhất, Lyn đã đăng ký thi đấu tất cả các trận của họ tại Bislett để cắt giảm chi phí thuê sân tại Ullevaal. Tuy nhiên, điều này đã bị chính quyền thành phố sở hữu Bislett từ chối vì không còn chỗ trống tại Bislett.

### Sự xuất hiện của Vålerenga
Cuối năm 1998, Vålerenga cân nhắc việc chuyển các trận đấu của họ đến Ullevaal từ năm 1999. Mặc dù họ tuyên bố rằng họ có đề xuất kinh tế tốt hơn từ Ullevaal, đội vẫn ở lại Bislett để có nhiều ảnh hưởng hơn đến thiết kế của sân vận động mới sẽ thay thế cấu trúc hiện tại. Đội bóng khác ở Giải Ngoại hạng của Oslo, Skeid Fotball, nói rằng họ cũng đã cân nhắc đến việc chơi bóng tại Ullevaal, nhưng muốn giữ "cảm giác thân mật" hơn ở Sân vận động Voldsløkka. Tuy nhiên, Vålerenga buộc phải chuyển một số trận đấu năm 1999 của họ đến Ullevaal vì các tiêu chuẩn tại Bislett đã đổ nát. Trước mùa giải năm 2000, Vålerenga ký hợp đồng ba năm với Ullevaal, biến sân vận động quốc gia thành sân nhà của họ.
Năm 2000, Ullevaal Stadion AS mua lại khán đài phía Tây, bao gồm các khu thương mại. Vào tháng 3 năm 2001, NFF cho Lyn vay 12,5 triệu NOK với điều kiện nếu không được trả lại trong vòng hai năm, NFF sẽ tiếp quản quyền sở hữu của Lyn trong sân vận động. Điều này giúp Lyn có thể trả cho công ty đầu tư của họ khoản nợ đã tăng lên số tiền này trong 5 năm, đồng thời mua sân vận động và đảm bảo cho NFF quyền định đoạt trước. Vào ngày 4 tháng 7 năm 2002, Lyn và NFF thông báo rằng NFF sẽ phát hành riêng lẻ 27 triệu NOK vào Ullevaal Stadion AS và đồng thời chấm dứt khoản nợ của Lyn. Đổi lại, quyền sở hữu của Lyn giảm xuống còn 15%.

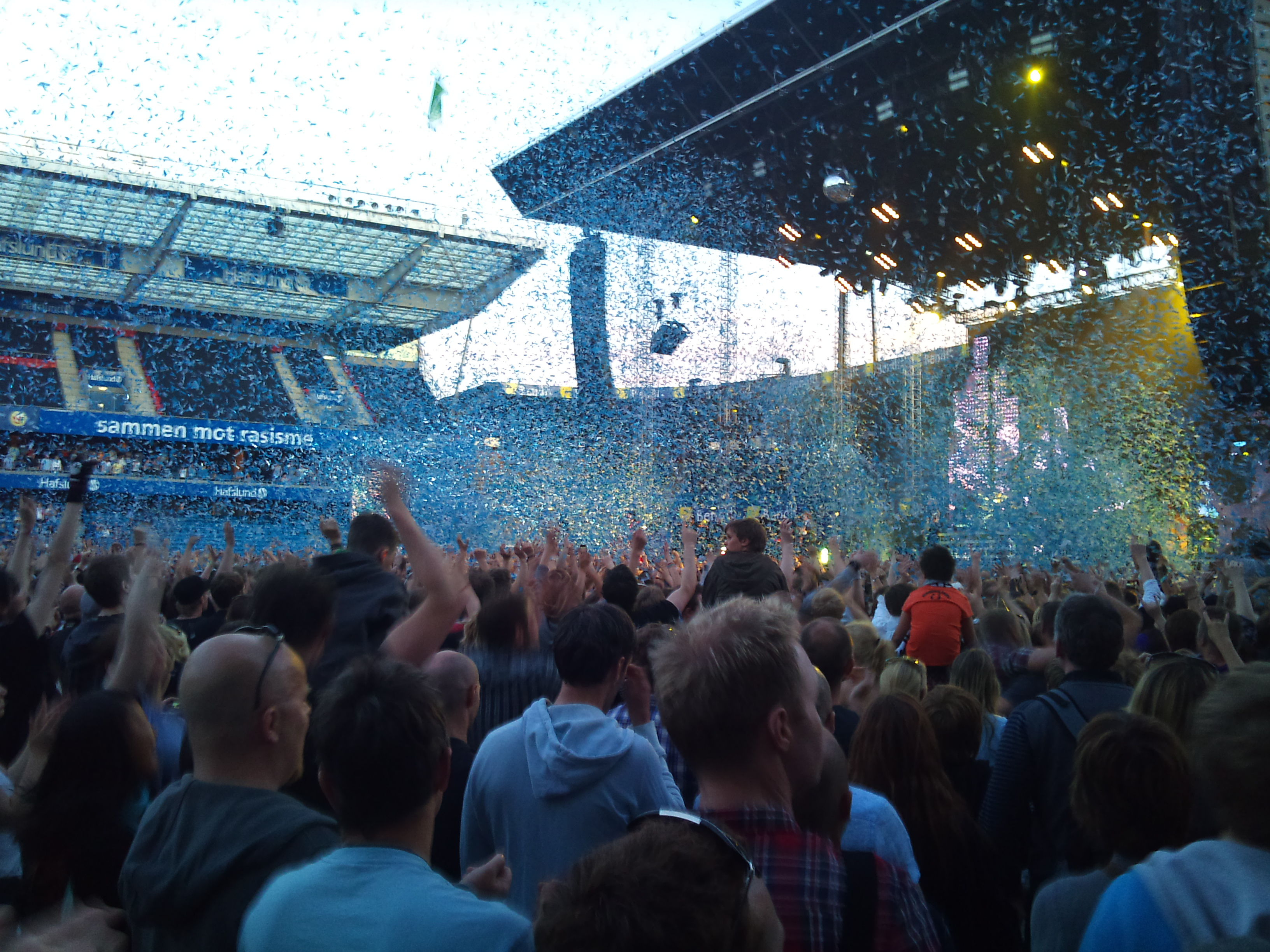
Buổi hòa nhạc của Green Day vào năm 2010

Năm 1998, Vital Forsikring mua bất động sản nằm giữa phía đông sân vận động, Vành đai 3 và Tuyến Sognsvann. Khu đất có diện tích 30.000 mét vuông (320.000 foot vuông), bao gồm các tài sản thương mại dưới khán đài. Một quy hoạch phân vùng mới đã bị thành phố từ chối vào năm 2000, nhưng vào năm 2005, quy hoạch đã được thông qua. Năm 2008, Vital bắt đầu xây dựng một khách sạn và nhiều không gian thương mại hơn tại địa điểm này. Khách sạn có 144 phòng và sẽ được điều hành bởi Thon Hotel; các khoản đầu tư khác bao gồm hội trường cho 800 người và tái thiết cơ sở thể thao Bergbanen. Tổng diện tích là 24.000 mét vuông (260.000 foot vuông), bao gồm 1.500 mét vuông (16.000 foot vuông) cho trung tâm đại hội, 5.000 mét vuông (54.000 foot vuông) cho khách sạn bốn tầng và 6.300 mét vuông (68.000 foot vuông) mở rộng trung tâm mua sắm bằng. Khu vực trung tâm mua sắm do đó trở thành 53.000 mét vuông (570.000 foot vuông). Các khoản đầu tư tiêu tốn 550 triệu NOK và dự kiến hoàn thành vào năm 2009. Dự án cũng bao gồm mặt sân bandy Bergbanen và một tòa nhà câu lạc bộ mới cho Ullevål IL. Quyền sở hữu địa điểm tổ chức sự kiện đã được chuyển giao cho đô thị.

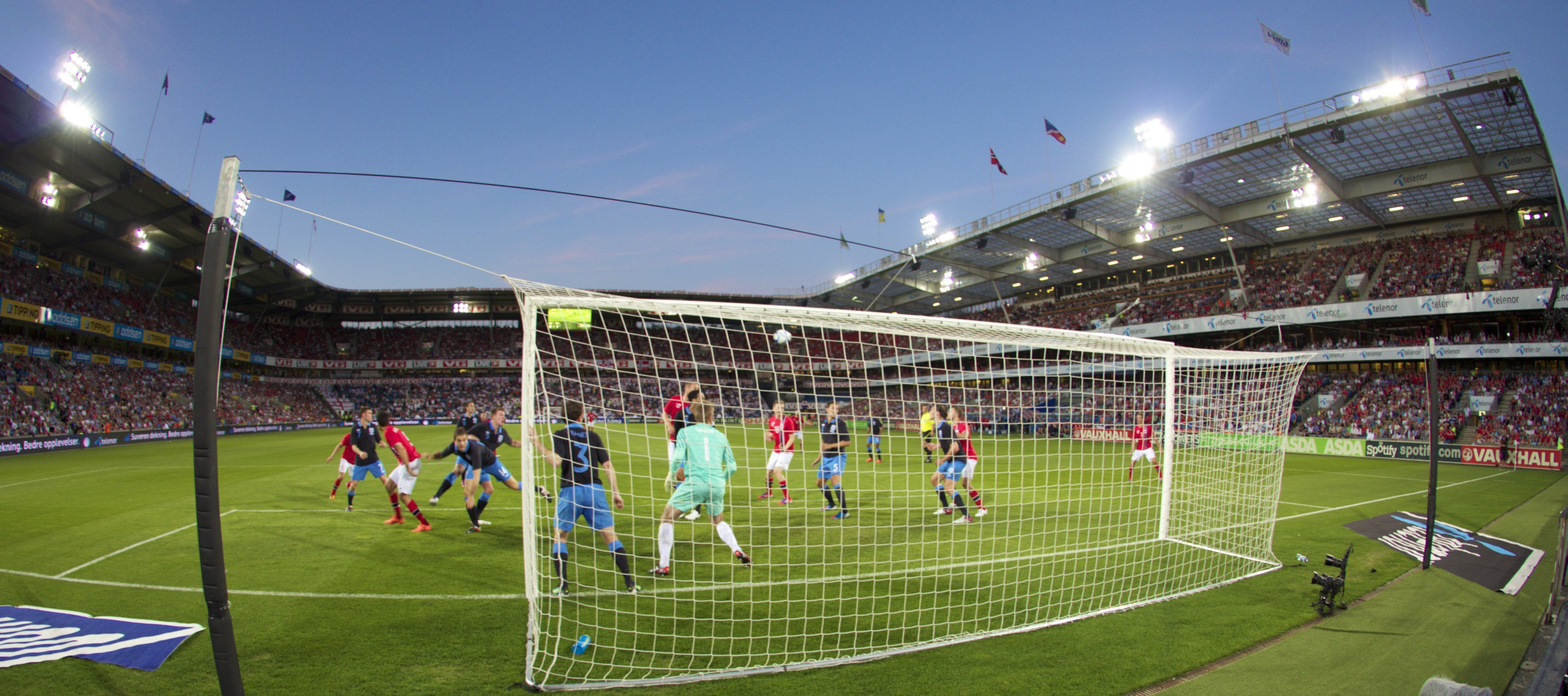
Trận đấu giữa Na Uy và Anh vào năm 2012

Vào ngày 23 tháng 10 năm 2005, Vålerenga lập kỷ lục khán giả với 24.894 người dự khán trong trận đấu với Rosenborg BK. Vào ngày 23 tháng 3 năm 2007, NFF mua lại 13,07% cổ phần còn lại của Lyn trong Ullevaal, đảm bảo liên đoàn có toàn quyền kiểm soát sân vận động quốc gia. Lyn đã được trả 32,5 triệu NOK cho giao dịch. Sau khi Lyn xuống hạng khỏi giải Ngoại hạng Na Uy sau mùa giải năm 2009, câu lạc bộ quyết định chuyển các trận đấu trên sân nhà từ Ullevaal sang Bislett. Điều này là để tránh chi phí cao mà câu lạc bộ đã thuê Ullevaal, câu lạc bộ có giá 150.000 NOK mỗi trận, so với mức phí tương tự mỗi mùa tại Bislett. Lyn chơi trận sân nhà cuối cùng tại Ullevaal vào ngày 3 tháng 11, khi thua 0–5 trước Fredrikstad FK. Trong mùa giải năm 2009 của Giải Ngoại hạng, Vålerenga có số lượng khán giả trung bình cao thứ tư với 10.788 người, trong khi Lyn có số lượng thấp nhất là 4.187 người. Trận đấu ít được xem nhất của Lyn đã thu hút 2.092 người. Sau khi quyết định tổ chức Eurovision Song Contest 2010 tại sân nhà của Stabæk, Telenor Arena, Stabæk buộc phải thuê Ullevaal để chơi ba trận sân nhà trong suốt tháng 4 và tháng 5 năm 2010. Trong một cuộc khảo sát năm 2012 do Hiệp hội Cầu thủ Na Uy thực hiện giữa các đội trưởng đội khách, Ullevaal được coi là sân vận động tốt nhất giải đấu, với số điểm 4,47 trên thang điểm từ một đến năm.

## Cơ sở vật chất

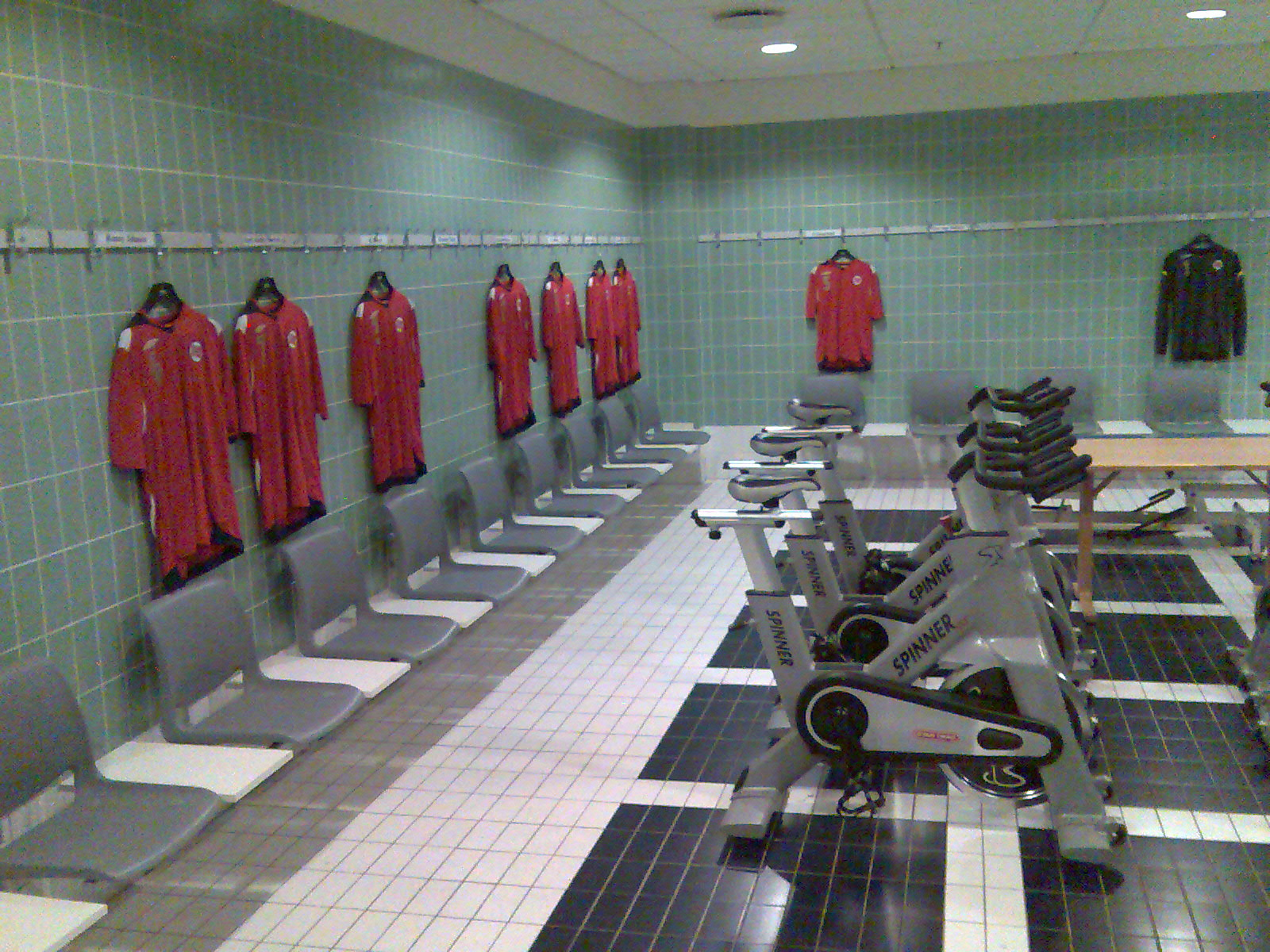
Phòng thay đồ

Sân vận động thuộc sở hữu của AS Ullevaal Stadion, một công ty hữu hạn thuộc sở hữu hoàn toàn của Liên đoàn bóng đá Na Uy. Hoạt động của sân vận động được thực hiện bởi công ty con Ullevaal Stadion Idrett AS, trong khi Ullevaal Business Class AS (UBC) thuộc sở hữu của NFF chịu trách nhiệm vận hành các hộp sang trọng, trung tâm hội nghị và các dịch vụ VIP. Khu thương mại ở khán đài phía Bắc và phía Đông, cộng với khu vực nằm ở phía bắc và phía đông của sân vận động, thuộc sở hữu của Vital Forsikring.
Sân có sức chứa 25.572 khán giả, trong đó 1.470 ghế VIP và 28 ghế dành cho người ngồi trên xe lăn. Có bốn khán đài: ở phía bắc là khán đài Postbanken, phía tây là khán đài VG, phía nam là khán đài Hafslund và phía tây là khán đài Bendit. Sân vận động có 16 lối vào với 40 quầy, năm lối vào VIP, một phòng vé với mười hai gian hàng, 40 nhà vệ sinh, 20 ki-ốt và ba phòng cấp cứu. Công trình sân vận động dài 202 x 162 mét (663 x 531 ft) và chiều cao của mái là 23 mét (75 ft). Hệ thống âm thanh cung cấp 66.000 watt, và hệ thống đèn chiếu sáng có 160 bóng đèn cung cấp 1.400 lux. Hạng Thương gia Ullevaal cung cấp 29 ô và 1.418 chỗ ngồi VIP có thể truy cập trực tiếp từ các ô. Ngoài ra, cùng với khách sạn, UBC có một số phòng hội nghị, trong đó phòng lớn nhất có thể chứa 800 người.
Sân có kích thước 105 x 68 mét (115 yd × 74 yd) và diện tích bên trong khán đài là 122 x 82 mét (133 yd × 90 yd), trong đó cỏ có diện tích 112 x 78 mét (122 yd × 85 yd). Cỏ là sự kết hợp của Lolium perenne, Poa pratensis và Poa annua, với 3% cỏ nhân tạo được gieo nhà trọ. Sân có hệ thống phun nước và hệ thống sưởi dưới đất với công suất 750 kW nằm sâu 25 đến 30 cm (9,8 đến 11,8 in) dưới bề mặt. Sân có một tấm bìa bằng nhựa có thể che được kích thước đầy đủ và được cung cấp bởi quạt, di chuyển cách mặt đất 4,5 mét (15 ft).

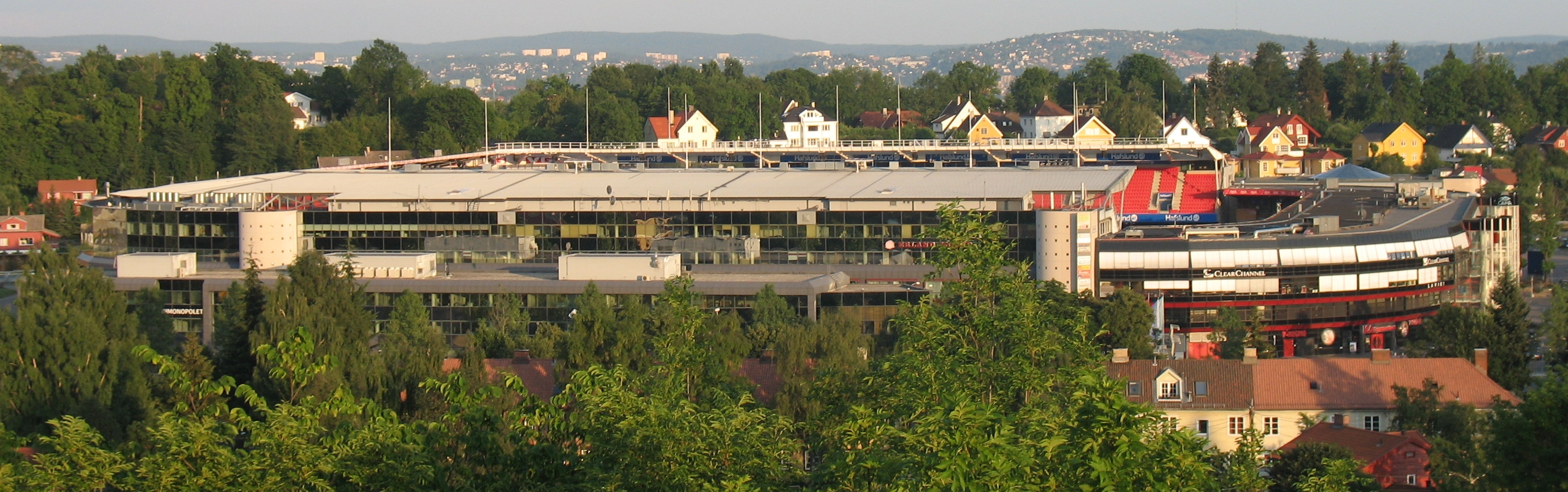
Sân vận động nhìn từ xa, với khán đài phía Tây bên trái

Sân vận động chứa 39 mét vuông (420 foot vuông) phòng họp báo, một studio truyền hình, 16 hộp bình luận viên và 130 mét vuông (1.400 foot vuông) không gian làm việc cho các nhà báo. Có một phòng chụp ảnh, một khu vực riêng cho các nhiếp ảnh gia trên khán đài và một phòng họp báo dành cho 96 người. Tất cả các cơ sở báo chí đều ở khán đài phía Nam. Có những cơ sở tương tự ở khán đài phía Bắc, cho phép một đội truyền hình từ quốc gia đối lập thực hiện sản xuất kép. Họ có thể quay phim và gửi quảng cáo từ phía bên kia của sân vận động và do đó tăng thu nhập từ quảng cáo.
Cả NFF, Ủy ban Olympic và Paralympic Liên đoàn Thể thao Na Uy và nhiều liên đoàn thể thao đều có trụ sở chính tại Ullevaal. Tại Ullevaal là Bảo tàng Bóng đá Na Uy, nơi cung cấp các chuyến tham quan sân vận động. Ngay phía đông của sân vận động là Bergbanen, một sân bóng thành phố được Ullevål IL sử dụng. Cánh đồng nằm trên đỉnh của một nhà đậu xe. NFF sở hữu 40.000 mét vuông (430.000 foot vuông) và Vital sở hữu 53.000 mét vuông (570.000 foot vuông) bất động sản thương mại tại Ullevaal, bao gồm một trung tâm mua sắm và không gian văn phòng.

## Giao thông

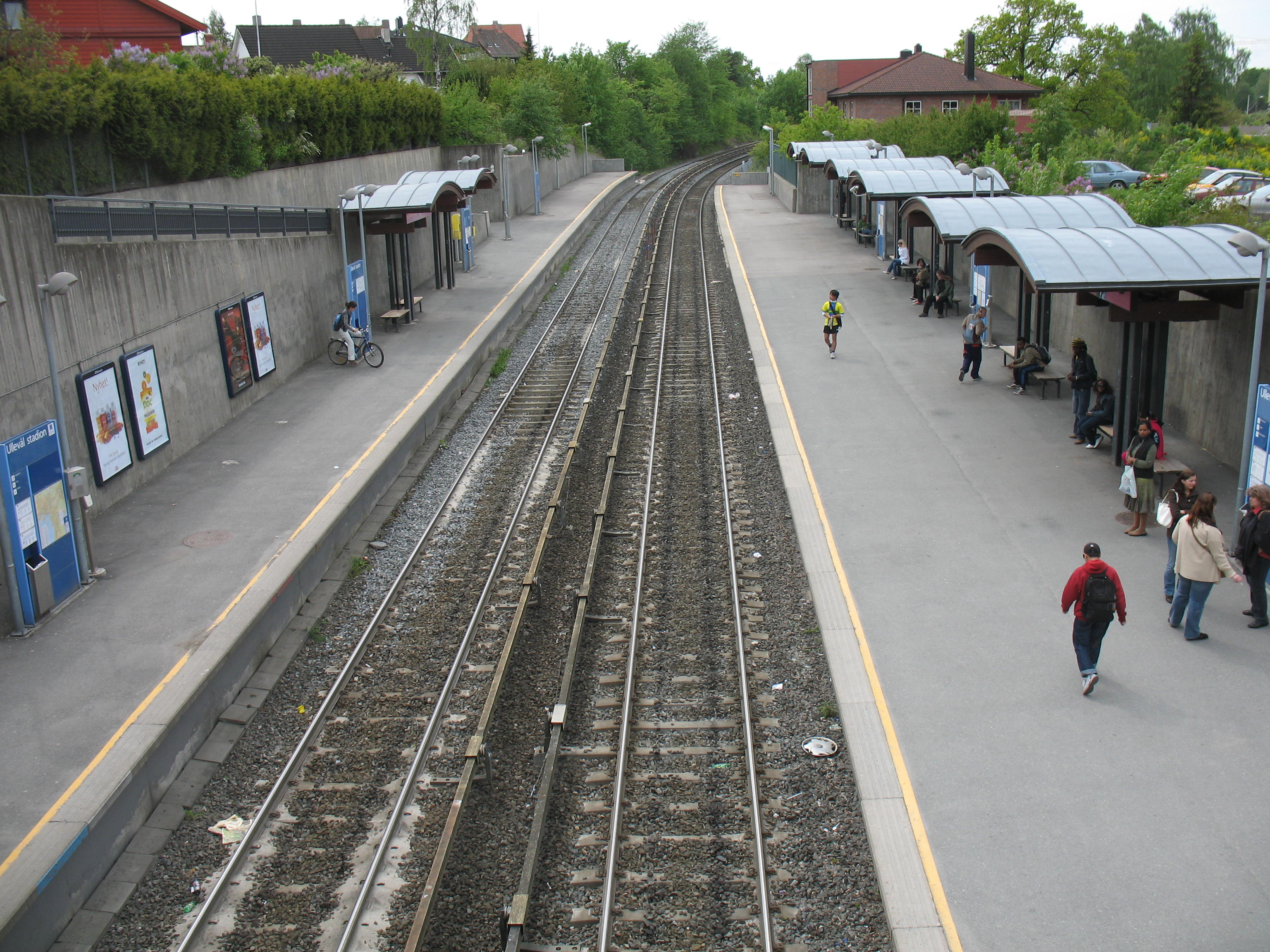
Ullevaal được phục vụ bởi ga Sân vận động Ullevål của Tàu điện ngầm Oslo

Sân vận động nằm cạnh ga Sân vận động Ullevål của Tàu điện ngầm Oslo, và được phục vụ bởi các tuyến số 3, 4 và 5 (Tuyến Sognsvann và Tuyến Ring. Sân vận động cũng nằm trong bán kính 10 phút đi bộ từ ga Rikshospitalet của Đường xe điện Oslo, nằm trên Tuyến Ullevål Hageby và được phục vụ bởi xe điện 17 và 18. Ngoài ra, đường cao tốc Vành đai 3 chạy gần đó. Có chỗ đậu xe tại Rikshospitalet, Domus Atletica và Trường trung học phổ thông Sogn; chúng cách đó trong vòng năm phút đi bộ.

## Tương lai
Năm 2005, NFF đã đưa ra kế hoạch tái phát triển sân vận động Ullevaal, bao gồm sân cỏ nhân tạo, mái che có thể thu vào và tái phát triển khán đài phía Tây để tăng tổng sức chứa lên 30.500 khán giả. Sự kết hợp của cả ba sẽ cho phép Ullevaal trở thành một địa điểm đa mục đích và cho phép chơi nhiều trận đấu hơn, cho các đội nhiều thời gian tập luyện hơn trên sân nhà của họ, dành chỗ cho các sự kiện tài trợ, cho phép nhiều buổi hòa nhạc hơn và có khả năng cho phép các môn thể thao phi bóng đá, chẳng hạn như trượt tuyết nước rút được tổ chức.

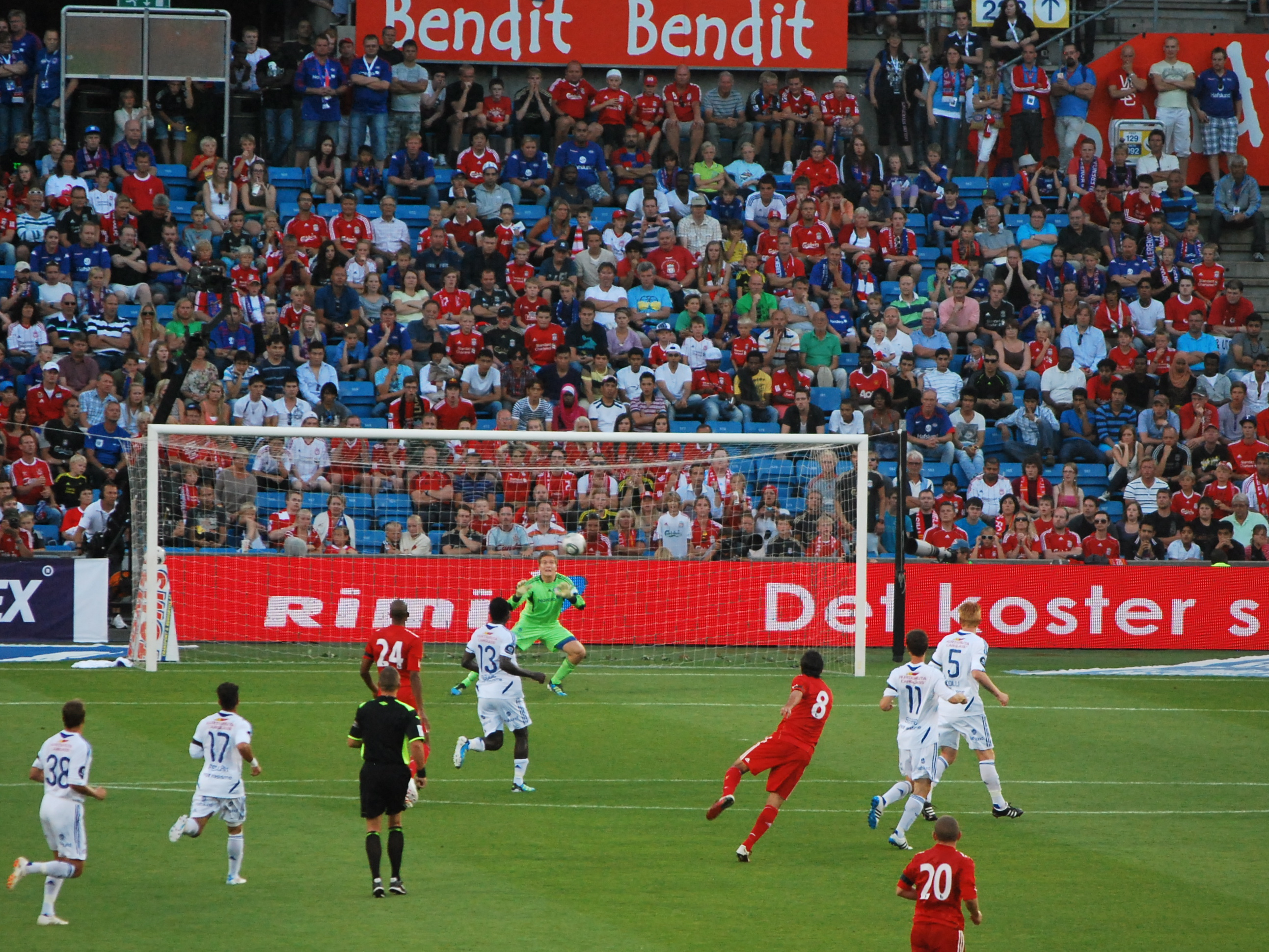
Trận đấu giữa Vålerenga và Liverpool vào năm 2011

Để dễ dàng thu hút các đội quốc tế giỏi, ban lãnh đạo của sân Ullevaal đã cân nhắc việc phối hợp đặt sân cỏ nhân tạo với sân vận động Parken ở Copenhagen và sân vận động Råsunda ở Stockholm, sân nhà của các đội tuyển bóng đá quốc gia Đan Mạch và Thụy Điển. Kế hoạch cho sân cỏ nhân tạo đã bị cả Lyn và Vålerenga từ chối, cả hai đều đe dọa sẽ chuyển đi nơi khác nếu sân vận động lắp đặt sân cỏ nhân tạo. Các nhà bình luận đã tuyên bố rằng trong số các cầu thủ bóng đá lớn tuổi có sự phản đối chống lại sân cỏ nhân tạo, nhưng mùa đông Na Uy kéo dài khiến cho các sân trở nên cực kỳ tồi tệ trong những phần đầu của mùa giải. Người ta đã tranh luận rằng các cầu thủ trẻ người Na Uy đã quen với sân cỏ nhân tạo và trong tương lai họ sẽ cần những sân tốt hơn để chơi bóng đá "tốt hơn". Trong năm 2010, bảy trong số mười sáu sân vận động giải ngoại hạng đã sử dụng sân cỏ nhân tạo; các nhà bình luận đã tuyên bố rằng nếu Ullevaal chuyển đổi, nó có thể là điểm mấu chốt để các câu lạc bộ khác làm điều tương tự.
Vålerenga đã tuyên bố rằng họ muốn di dời và đã tiến hành kế hoạch xây dựng một sân vận động mới tại Valle Hovin, nơi câu lạc bộ hiện có các cơ sở quản lý và đào tạo của họ. Kế hoạch tồn tại cho các sân vận động có 22.000 khán giả, có thể mở rộng đến 32.000 khán giả. Một phần lý do cho sân vận động của riêng họ là Vålerenga theo truyền thống là đội bóng phía đông, trong khi Ullevaal nằm ở trung tâm của phía tây. Thay vào đó, Vålerenga đã cân nhắc việc quay trở lại Bislett, ít nhất là một giải pháp tạm thời.
NFF đã đưa ra kế hoạch cho một sân vận động bóng đá quốc gia mới. Lấy cảm hứng từ sân Friends Arena mới được xây dựng tại Stockholm, một địa điểm mới sẽ có sức chứa 52.000 khán giả và là một phần của gói thầu Na Uy–Thụy Điển cho Giải vô địch bóng đá châu Âu 2016. Để tài trợ cho một sân vận động mới, NFF sẽ phải bán Ullevaal. NFF tuyên bố rằng việc mở rộng Ullevaal vượt quá 31.000 khán giả sẽ quá tốn kém và vị trí này đặt ra những hạn chế trong cơ sở hạ tầng giao thông để xử lý đám đông quá lớn. Năm 2008, Ullevaal, bao gồm khu thương mại rộng 40.000 m2 thuộc sở hữu của NFF, được định giá khoảng 1 tỷ NOK, trong đó khu vực thương mại được định giá 750 triệu NOK. Năm 2006, Ullevaal Stadion AS có khoản nợ 522 triệu NOK.